# Меррітт-Парк (Нью-Йорк)
Меррітт-Парк (англ. Merritt Park) — переписна місцевість (CDP) в США, в окрузі Дачесс штату Нью-Йорк. Населення — 1647 осіб (2020).

## Географія
Меррітт-Парк розташований за координатами 41°32′18″ пн. ш. 73°52′21″ зх. д. / 41.53833° пн. ш. 73.87250° зх. д. (41.538472, -73.872420).  За даними Бюро перепису населення США в 2010 році переписна місцевість мала площу 1,15 км², уся площа — суходіл.

## Демографія
Згідно з переписом 2010 року, у переписній місцевості мешкало 1256 осіб у 458 домогосподарствах у складі 372 родин. Густота населення становила 1092 особи/км².  Було 519 помешкань (451/км²).
Расовий склад населення:
| - 52,2 % — білих - 34,2 % — азіатів - 9,4 % — чорних або афроамериканців - 0,2 % — корінних американців - 1,6 % — осіб інших рас |

До двох чи більше рас належало 2,4 %. Частка іспаномовних становила 8,6 % від усіх жителів.
За віковим діапазоном населення розподілялося таким чином: 25,6 % — особи молодші 18 років, 66,0 % — особи у віці 18—64 років, 8,4 % — особи у віці 65 років та старші. Медіана віку мешканця становила 36,5 року. На 100 осіб жіночої статі у переписній місцевості припадало 90,3 чоловіків;  на 100 жінок у віці від 18 років та старших — 86,1 чоловіків також старших 18 років.
Середній дохід на одне домашнє господарство  становив 140 059 доларів США (медіана — 147 808), а середній дохід на одну сім'ю — 144 397 доларів (медіана — 147 931). Медіана доходів становила 104 514 долари для чоловіків та 62 714 долари для жінок. За межею бідності перебувало 3,0 % осіб, у тому числі 5,1 % дітей у віці до 18 років та 0,0 % осіб у віці 65 років та старших.
Цивільне працевлаштоване населення становило 810 осіб. Основні галузі зайнятості: науковці, спеціалісти, менеджери — 29,8 %, освіта, охорона здоров'я та соціальна допомога — 28,0 %, виробництво — 14,2 %, роздрібна торгівля — 7,0 %.